# Montagnes russes single-rail

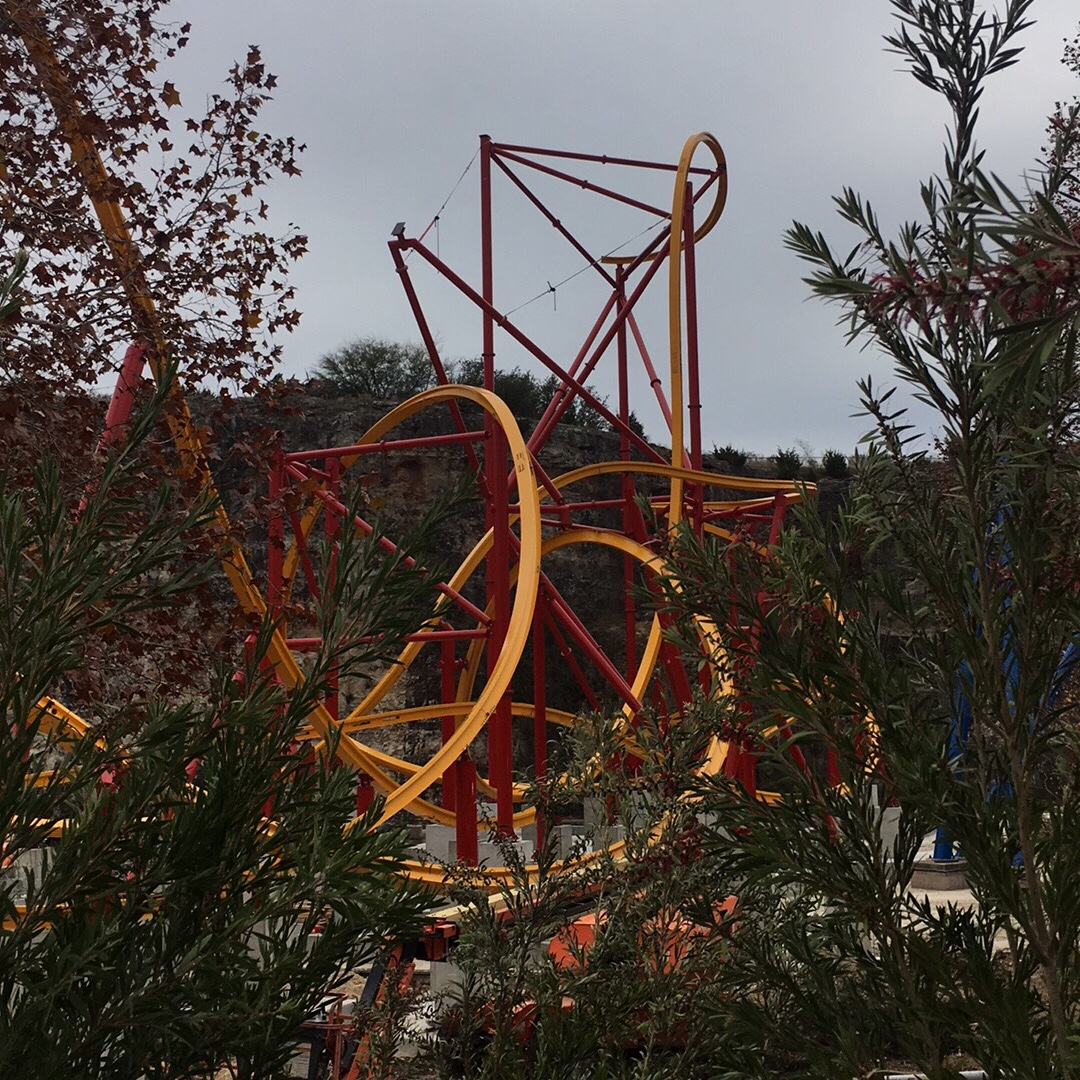
Construction de Wonder Woman Golden Lasso Coaster à Six Flags Fiesta Texas.

Les montagnes russes single-rail (Single-rail roller coaster) désigne un type de montagnes russes en métal. Ces modèles ont la particularité d'avoir un tracé formé par un rail unique au lieu des deux sur lesquelles roulent les autres trains de montagnes russes habituellement.

## Histoire
Le fabricant le plus connu de ce type de montagnes russes est Rocky Mountain Construction, mais d'autres réalisations antérieures de Pax, Caripro ou Setpoint peuvent également être classées dans cette catégorie. La société autrichienne Brandauer s'est également spécialisée depuis 1996 dans la fabrication de luges sur mono-rail.
Le prototype créée par Rocky Mountain Construction a été présenté en 2015. L'entreprise développe alors deux modèles utilisant ce nouveau type de voies. Le T-Rex Track et le Raptor Track, plus petit avec des trains où chaque voiture ne peut accueillir qu'un seul visiteur. Un train est composé de huit voitures disposées les unes derrière les autres. Aucun T-Rex Track n'a pour l'instant été construite. Le premier modèle de Raptor Track a ouvert le 12 mai 2018 sous le nom Wonder Woman Golden Lasso Coaster à Six Flags Fiesta Texas.
Le rail unique I-Box de 38,1 cm de large tient son nom de la forme de I donné par son profilé. Il permet des portées de voie plus longues, diminuant le nombre connexions. Les rails en acier peuvent être tordus et façonnés dans presque toutes les positions. 
Le 23 juillet 2020, le constructeur suisse Intamin présente officiellement son modèle de montagnes russes single-rail nommé "Hot-Racer". Le premier exemplaire de la firme est prévu pour 2021 à Luna Park Sydney. Il aura la particularité d'être le premier parcours de montagnes russes single-rail à avoir un lancement propulsé.

## Montagnes russes de ce type
| Nom                               | Constructeur                | Modèle          | Parc                        | Pays       | Ouverture |
| --------------------------------- | --------------------------- | --------------- | --------------------------- | ---------- | --------- |
| Big Dipper                        | Intamin                     | Hot Racer       | Luna Park Sydney            | Australie  | 2021,     |
| Harley Quinn Crazy Coaster        | Skyline Attractions         | Skywarp         | Six Flags Discovery Kingdom | États-Unis | 2018      |
| Jersey Devil Coaster              | Rocky Mountain Construction | Raptor Track    | Six Flags Great Adventure   | États-Unis | 2021      |
| Mahuka                            | Intamin                     | Hot Racer       | Walibi Rhône-Alpes          | France     | 2024      |
| RailBlazer                        | Rocky Mountain Construction | Raptor Track    | California's Great America  | États-Unis | 2018      |
| Stunt Pilot                       | Rocky Mountain Construction | Raptor Track    | Silverwood Theme Park       | États-Unis | 2021      |
| Tidal Twister                     | Skyline Attractions         | Skywarp Horizon | SeaWorld San Diego          | États-Unis | 2019      |
| Wonder Woman Golden Lasso Coaster | Rocky Mountain Construction | Raptor Track    | Six Flags Fiesta Texas      | États-Unis | 2018      |
| Wonder Woman Flight of Courage    | Rocky Mountain Construction | Raptor Track    | Six Flags Magic Mountain    | États-Unis | 2022      |

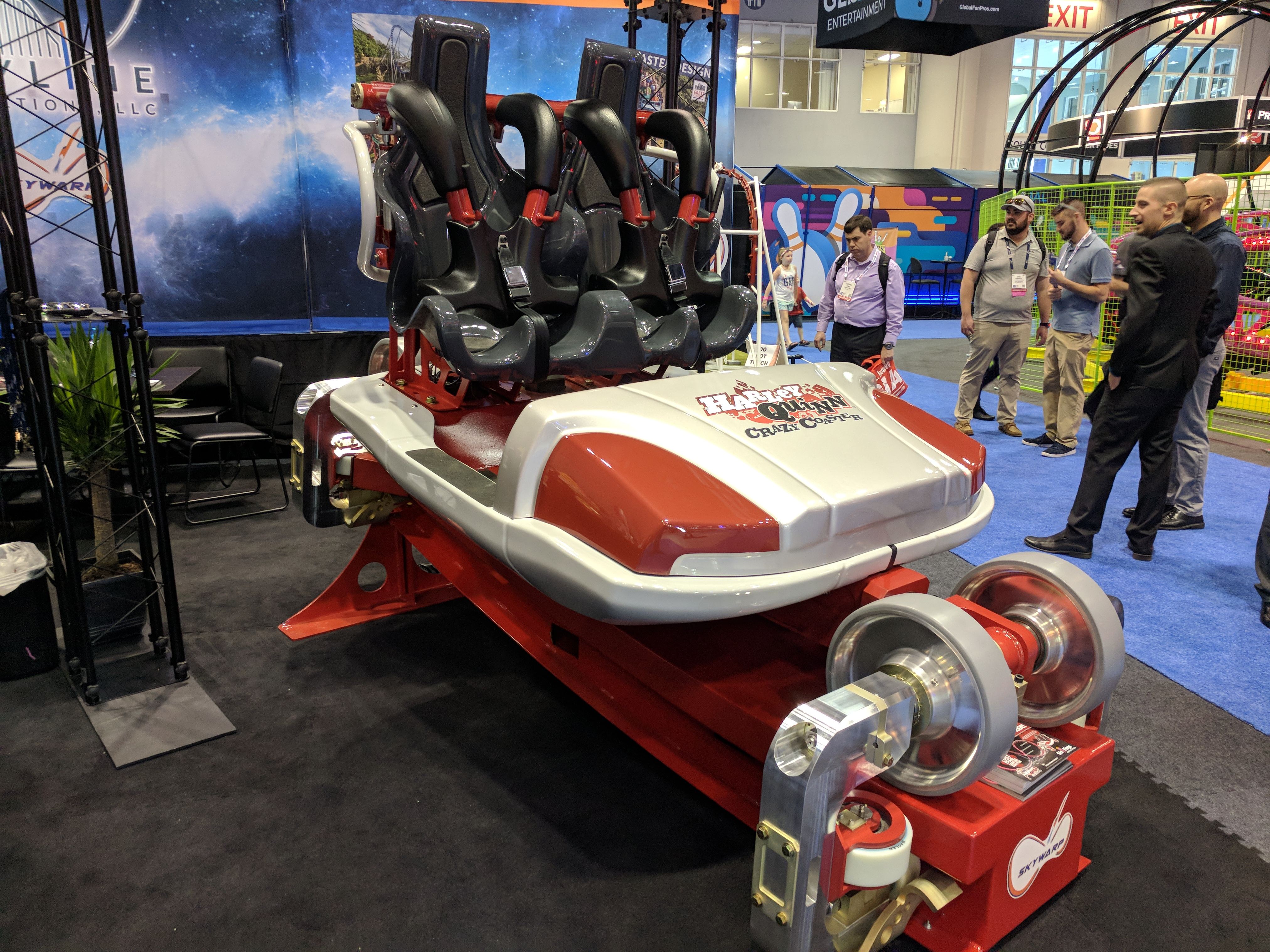
Présentation d'un train de Harley Quinn Crazy Coaster en 2017.
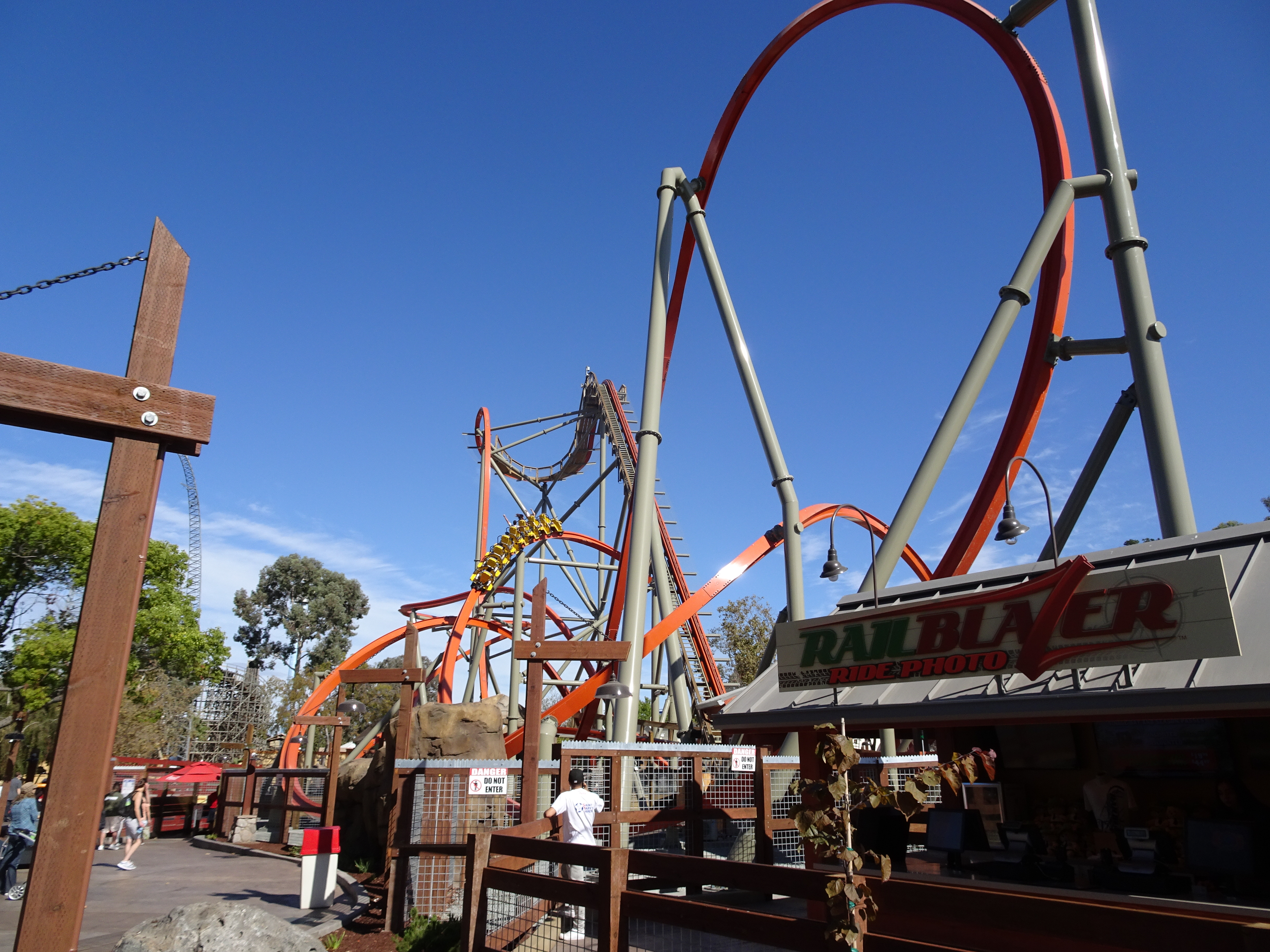
RailBlazer à California's Great America
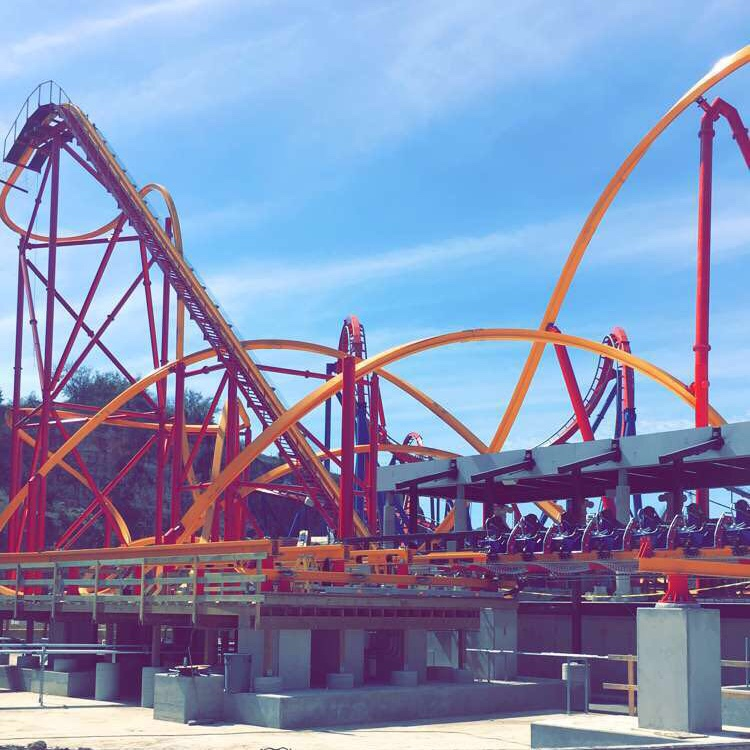
Wonder Woman Golden Lasso Coaster à Six Flags Fiesta Texas